# لبنان في الألعاب الأولمبية الصيفية 1972
شارك لبنان في الألعاب الأولمبية الصيفية عام 1972 في مدينة ميونخ التي تقع في ألمانيا الغربية وفاز لبنان في ميدالية فضية واحدة. 19 منافساً، منهم 17 رجال وامرأتين، في 23 حدثاً في تسع رياضات.

## الميداليات

### فضة
- محمد طرابلسي — رفع الأثقال، الوزن المتوسط

## الألعاب الرياضية
800 متر رجال
- حمزة قاسم

1500 متر رجال
- قاسم حمزة

## ملاكمة
وزن خفيف متوسط رجال ( – 71   كلغ)
- فاروق كسروان

- الجولة الأولى — وداعا
- الجولة الثانية — خسر أمام كريستوفر إليوت، ( 0: 5)

## ركوب الدراجات
دراج واحد قام بتمثيل لبنان عام 1972
سباق الطريق الفردية
- طارق أبو الدهب — لم ينته (→ بدون ترتيب)

السعي الفردي
- طارق أبو الدهب

## مبارزة السيف
أربعة مبارزات، كلهم رجال، مثلوا لبنان عام 1972
انتهت بهزيمتهم
- إيف دانييل داريكاو
- فوزي مرعي
- علي سليمان

هزم فريق الرجال
- علي شكر، إيف دانييل داريكاو، فوزي مرعي، علي سليمان

## اطلاق الرصاص
أربعة رماة، جميعهم من الرجال، مثلوا لبنان عام 1972.
فخ
- الياس سلهب
- اسعد اندراوس

رماية الأطباق المزدوجة
- أنطوان سعاده
- موريس تابت

## السباحة
100 متر حرة رجال
- برونو باسول

200 متر حرة رجال
- برونو باسول

## رفع الاثقال
المتوسط
- محمد طرابلسي — الميدالية الفضية

## طالع
قائمة رافعي العلم اللبناني في الألعاب الأولمبية

## روابط خارجية
- التقارير الاولمبية الرسمية
- قاعدة بيانات نتائج اللجنة الأولمبية الدولية